# Polymixis rosinata
Polymixis rosinata là một loài bướm đêm trong họ Noctuidae.